# TeslaCrypt
TeslaCrypt是一個曾經專事勒索的木馬程式。而目前該程式已宣告終止，加密金鑰也已被其開發者公布。ESET公司據其金鑰已開發出對應的解密軟體。
早期的TeslaCrypt針對電腦遊戲資料進行加密。新版本的TeslaCrypt則像其他勒索軟體一樣，對使用者的其他檔案一併加密。
在早期版本中，TeslaCrypt會對其已知的40款遊戲中共185種的檔案類型進行加密，包括決勝時刻、魔獸世界、Minecraft、戰車世界等遊戲進行加密。受加密的檔案包括儲存在受害者磁碟上的遊戲資料、玩家帳戶資料、自訂地圖、遊戲模組等。新版本的TeslaCrypt則向其他勒索軟體看齊，將受害者的Microsoft Word、PDF、JPEG等檔案一起加密。每一位受害者都會被提示要繳出等值於500美元的比特幣贖金，才能讓被加密的檔案解密。
雖然和另一個著名的勒索軟體CryptoLocker有相似之處，TeslaCrypt卻未與其共用程式碼，而是獨立開發的病毒。TeslaCrypt利用Anglar Adobe Flash漏洞潛入受害者的電腦。

雖然該惡意軟體聲稱其使用的加密方式為公開金鑰加密（非對稱加密），思科公司的網路安全公司Talos卻發現該病毒實際上使用的是對稱密鑰加密，並據此開發出了一款破解工具。這個弱點在下一次的改進中被修正了，因此遭受2.0版TeslaCrypt攻擊的電腦無法利用此套工具進行解密。
在2015年11月，卡巴斯基實驗室的研究員已經在私底下獲得了2.0版本病毒的弱點細節，但是他們小心的封鎖消息，避免對外傳開，以免讓病毒開發者有機會再次進行補強。不過到了隔年（2016年）的1月時，他們發現3.0版本的TeslaCrypt已經修正了該弱點。
JoeSecurity公司對該病毒進行過全面的分析，並且在該公司的網站上公開了病毒活動的細節。
2016年5月，TeslaCrypt的開發者宣布停止勒索行為，並對外釋出了加密的主金鑰。 在數天後，ESET釋出了一個程式，能用該加密金鑰還原受害者被鎖住的檔案。